# Żniwiarka (rzeźba Stanisława Jackowskiego)
Żniwiarka - rzeźba Stanisława Jackowskiego stojąca w parku przypałacowym w Śmiełowie.
Rzeźba z brązu przedstawia dynamicznie ujętą postać młodej dziewczyny ze snopkiem zboża i sierpem w dłoni. Powstała w 1920 i była wtedy prezentowana na wystawie Towarzystwa Zachęty Sztuk Pięknych w Warszawie. W 1929 ozdabiała tereny Powszechnej Wystawy Krajowej w Poznaniu. Stała przed główną bramą Parku Wilsona, na specjalnie przygotowanym kwiatowym kobiercu. Była wtedy jedną z dwóch rzeźb o tym samym tytule - druga Żniwiarka stała przed Pawilonem Przemysłu Likierowego i była dziełem Edwarda Haupta.
Od 1930 stoi na terenie parku przy pałacu w Śmiełowie, w tzw. Ogródku Zosi (warzywno-owocowym).